# 交通中心前站

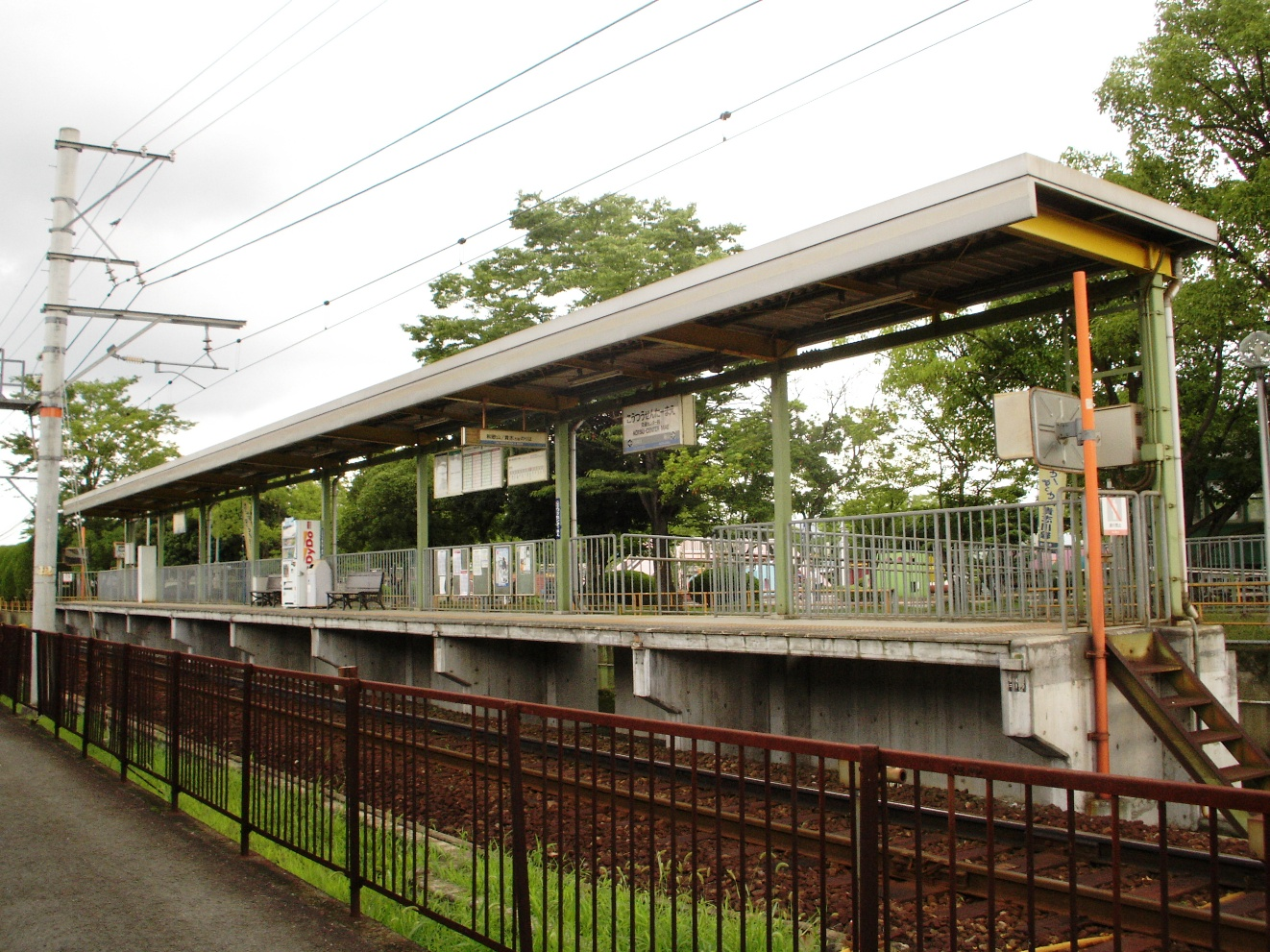
月台 (2007年7月)

交通中心前站（日语：／ Kōtsū sentā mae eki */?）是位於和歌山縣和歌山市西，屬於和歌山電鐵的貴志川線車站。車站編號為「06」。

## 歷史
此站於1999年啟用，為貴志川線上最新的車站。為了方便乘客前往和歌山縣警察本部交通中心（和歌山縣駕駛執照考試中心）而建設此站。原本乘客需要在鄰站岡崎前站下車，步行約20分鐘才能到達該處，在此站啟用後，乘客只需步行1分鐘便能到達該處。
- 1999年（平成11年）5月7日 - 南海電氣鐵道貴志川線車站啟用。
- 2006年（平成18年）4月1日 - 和歌山電鐵繼承貴志川線，成為和歌山電鐵貴志川線車站。

## 車站構造
本站是地面車站和無人車站，並設有1面1線的單式月台。月台位於路軌南邊，並設有上蓋，此站沒有設置站房、自動售票機、自動閘機和廁所，最近的廁所是在和歌山交通公園內。

## 利用狀況
在2019年（令和元年）度，此站1日平均上下車人次為216人。
以下為各年度1日平均上下車人次列表。
| 年度   | 1日平均 上下車人次 |
| ------ | ------------------ |
| 2000年 | 76                 |
| 2001年 | 74                 |
| 2002年 | 111                |
| 2003年 | 125                |
| 2004年 | 120                |
| 2005年 | 128                |
| 2006年 | 288                |
| 2007年 | 299                |
| 2008年 | 355                |
| 2009年 | 346                |
| 2010年 | 344                |
| 2011年 | 339                |
| 2012年 | 340                |
| 2013年 | 358                |
| 2014年 | 359                |
| 2015年 | 259                |
| 2016年 | 243                |
| 2017年 | 238                |
| 2018年 | 228                |
| 2019年 | 216                |

## 車站周邊
站前設有交通公園，該處保存了一架南海平野線（1980年廢止）上行走的Mo217。但是車輛狀態不佳。
- 和歌山縣警察本部交通中心（日语：和歌山県警察本部交通センター）
- 和歌山縣立和歌山交通公園（日语：和歌山県立和歌山交通公園）
- 和歌山市政廳岡崎分所

## 相鄰車站
和歌山電鐵
貴志川線
竈山（05）－交通中心前（06）－岡崎前（07）

## 注腳
1. ↑  令和元年度和歌山県公共交通機関等資料集PDF（日語）